# Withania chevalieri
Espèce
Statut de conservation UICN

 CR B1ab(ii)+2ab(ii) : 
En danger critique
Withania chevalieri est une espèce de plantes à fleurs de la famille des Solanacées endémique du Cap-Vert.

## Répartition et habitat
Cette espèce est présente sur les îles de São Vicente, Sal et Fogo. On la trouve du niveau de la mer jusqu'à 700 m d'altitude.